# Mischocyttarus travassosi
Mischocyttarus travassosi är en getingart som beskrevs av Zikan 1949. Mischocyttarus travassosi ingår i släktet Mischocyttarus och familjen getingar. Inga underarter finns listade i Catalogue of Life.